# Gilera Crono
La Crono Sp 91 è stata prodotta dal 1991 al 1992 modello sportivo di casa Gilera, derivato dalla Gilera SP 02, munita di miscelatore e valvola allo scarico APTS (Automatic Power Tuning System), prodotta nella sola cilindrata 125 cm³ le sue dirette concorrenti erano: la Cagiva con la Mito, l'Aprilia con la l'AF1, la Yamaha con la TZR e Honda con l'NSR 125.

## Descrizione
Esattamente come la SP 02, la moto ha una carenatura avvolgente, ma che lascia scoperto il telaio: il classico TwinBox Gilera, la carenatura si rifà alle moto che partecipano al motomondiale nella classe 500, da cui riprende anche il serbatoio molto sagomato e munito di sfiato per i vapori della benzina e di doppio tappo per il rifornimento di benzina (a Sx.) e di olio (a Dx.), il cupolino della moto ha la visiera con il bordo rivestito da una guaina nera, mentre gli specchietti (di produzione Vitaloni) sono aerodinamici e compatti, il faro è compatto di forma rettangolare, sulle carenature laterali della moto sono presenti ampie bocche di sfiato per il radiatore, mentre per quanto riguarda il codino della moto, risulta essere snello e molto affusolato, la luce posteriore è singola di forma ellittica.
Il parafango anteriore "di tipo avvolgente" ha oltre alla sua funzione primaria lo scopo di coprire e protegge i piedini delle forcelle (di tipo a steli rovesciati), le ruote sono a cinque raggi (di produzione Grimeca così come l'impianto frenante.), il forcellone posteriore è a doppio braccio e ha un sistema brevettato Gilera per regolare la tensione della catena, il freno a disco posteriore è disposto a destra, mentre la corona è a sinistra della moto, l'espansione è lasciata a vista, con il silenziatore in acciaio che rimane basso.
Questa moto nel 1991 venne accompagnata in listino da un modello con soluzioni futuristiche, la CX 125, mentre nel 1993 venne sostituita dal modello GFR.